# بادي كونولي
بادي كونولي (بالإنجليزية: Paddy Connolly)‏ (25 يونيو 1970 بغلاسكو في المملكة المتحدة - ) هو لاعب كرة قدم بريطاني في مركز الهجوم. لعب مع دندي يونايتد وسانت جونستون ونادي بريتشين سيتي ونادي أردريونيانز ونادي ستيرلينغ ألبيون ونادي ألبيون روفرز ونادي آير يونايتد ونادي غرينوك مورتون.

## وصلات خارجية
- بادي كونولي على موقع قاعدة بيانات كرة القدم.إي يو (الإنجليزية)
- بادي كونولي على موقع Soccerbase.com (لاعب) (الإنجليزية)